# Episodi di Una famiglia come le altre (terza stagione)
La terza stagione della serie televisiva Una famiglia come le altre è stata trasmessa in anteprima negli Stati Uniti d'America dalla ABC tra il 22 settembre 1991 e il 10 maggio 1992.
| nº | Titolo originale                   | Titolo italiano | Prima TV USA      | Prima TV Italia |
| -- | ---------------------------------- | --------------- | ----------------- | --------------- |
| 1  | Toast                              |                 | 22 settembre 1991 |                 |
| 2  | Hello, Goodbye                     |                 | 29 settembre 1991 |                 |
| 3  | Out of the Mainstream              |                 | 6 ottobre 1991    |                 |
| 4  | Armageddon                         |                 | 13 ottobre 1991   |                 |
| 5  | Sweet 16                           |                 | 20 ottobre 1991   |                 |
| 6  | Life After Death                   |                 | 3 novembre 1991   |                 |
| 7  | Dueling Divas                      |                 | 10 novembre 1991  |                 |
| 8  | Invasion of the Thatcher Snatchers |                 | 17 novembre 1991  |                 |
| 9  | Loaded Question                    |                 | 24 novembre 1991  |                 |
| 10 | Triangles                          |                 | 1º dicembre 1991  |                 |
| 11 | The Smell of Fear                  |                 | 15 dicembre 1991  |                 |
| 12 | Struck by Lightning                |                 | 5 gennaio 1992    |                 |
| 13 | Jerry's Deli                       |                 | 19 gennaio 1992   |                 |
| 14 | The Room                           |                 | 9 febbraio 1992   |                 |
| 15 | The Wall                           |                 | 16 febbraio 1992  |                 |
| 16 | The Blues                          |                 | 23 febbraio 1992  |                 |
| 17 | The Fairy Tale                     |                 | 1º marzo 1992     |                 |
| 18 | Hearts & Flowers                   |                 | 15 marzo 1992     |                 |
| 19 | Corky's Romance                    |                 | 29 marzo 1992     |                 |
| 20 | More Than Friends                  |                 | 26 aprile 1992    |                 |
| 21 | Confessions                        |                 | 3 maggio 1992     |                 |
| 22 | Consenting Adults                  |                 | 10 maggio 1992    |                 |